# Шапел Маркус
Шапел Маркус (фр. Chapelle-Marcousse) насеље је и општина у централној Француској у региону Оверња, у департману Пиј де Дом која припада префектури Исоар.
По подацима из 2011. године у општини је живело 75 становника, а густина насељености је износила 3,8 становника/km². Општина се простире на површини од 19,72 km². Налази се на средњој надморској висини од 925 метара (максималној 1.179 m, а минималној 746 m).

## Демографија
| 1962. | 1968. | 1975. | 1982. | 1990. | 1999. | 2011. |
| ----- | ----- | ----- | ----- | ----- | ----- | ----- |
| 145   | 122   | 101   | 104   | 101   | 73    | 75    |

График промене броја становника у току последњих година